# Andrea Nozzari
Andrea Nozzari (Vertova, 27 de febrer de 1776 - Nàpols, 22 de desembre de 1832) va ser un tenor italià.
Va estudiar a Bèrgam i Roma. És notable per als principals papers que Gioachino Rossini vga escriure per ell que majoritàriament es van estrenar als teatres de Domenico Barbaia a Nàpols. Aquests van ser:
- Leicester a Elisabetta, regina d'Inghilterra (1815)
- Otello a Otello (1816)
- Rinaldo a Armida (1817)
- Osiride a Mosè in Egitto (1818)
- Agorante a Ricciardo e Zoraide (1818)
- Pirro a Ermione (1819)
- Rodrigo a La donna del lago (1819)
- Paolo Erisso a Maometto II (1820)
- Antenore a Zelmira (1822)